# Benedikt Babić
Benedikt Babić (Baba) (Dubrovnik, oko 1540. – samostan sv. Križa, Bosco, Italija, 18. kolovoza 1591.), hrvatski renesansni skladatelj, pjevač, orguljaš i graditelj orgulja, glazbeni teoretičar, redovnik dominikanac.
Rođen u Dubrovniku, studirao bogoslovlje u Bologni. Dominikancima pristupio 1556. ili 1561. godine. Službovao u Dubrovniku, u Mlecima i drugdje po Italiji kao učitelj, predavač i lektor, a dok je djelovao u Dubrovniku, prior dubrovačkog samostana i vikar cijele kongregacije.
Djelovao u Dubrovniku. Stilski je djelovao pod utjecajem talijanskih graditelja, s naglaskom na mletačke. Sebastijan Slade i Serafin Marija Crijević zabilježili su da je u Dubrovnik uveo koralno pjevanje. Skladao je za orgulje, no skladbe mu do danas nisu pronađene.